# 沙倫 (新罕布什爾州)
沙倫（英語：Sharon）是一個位於美國新罕布什爾州希爾斯波羅縣的鎮。

## 人口
根據2020年美國人口普查的數據，沙倫的面積為40.60平方千米，皆為陸地。當地共有人口359人，而人口密度為每平方千米9人。